# Gendarmería de Punta Arenas
El Edificio de la Dirección Regional de Gendarmería de Punta Arenas es un monumento histórico localizado en la ciudad homónima, Región de Magallanes y de la Antártica Chilena, Chile. Su data de construcción se remonta al período comprendido entre 1904 y 1906 aproximadamente, aunque a lo largo de los años ha tenido algunas modificaciones menores.
Pertenece al conjunto de monumentos nacionales de Chile desde el año 2009 en virtud del Decreto 409 del 28 de octubre del mismo año; se encuentra en la categoría «Monumentos Históricos».

## Historia

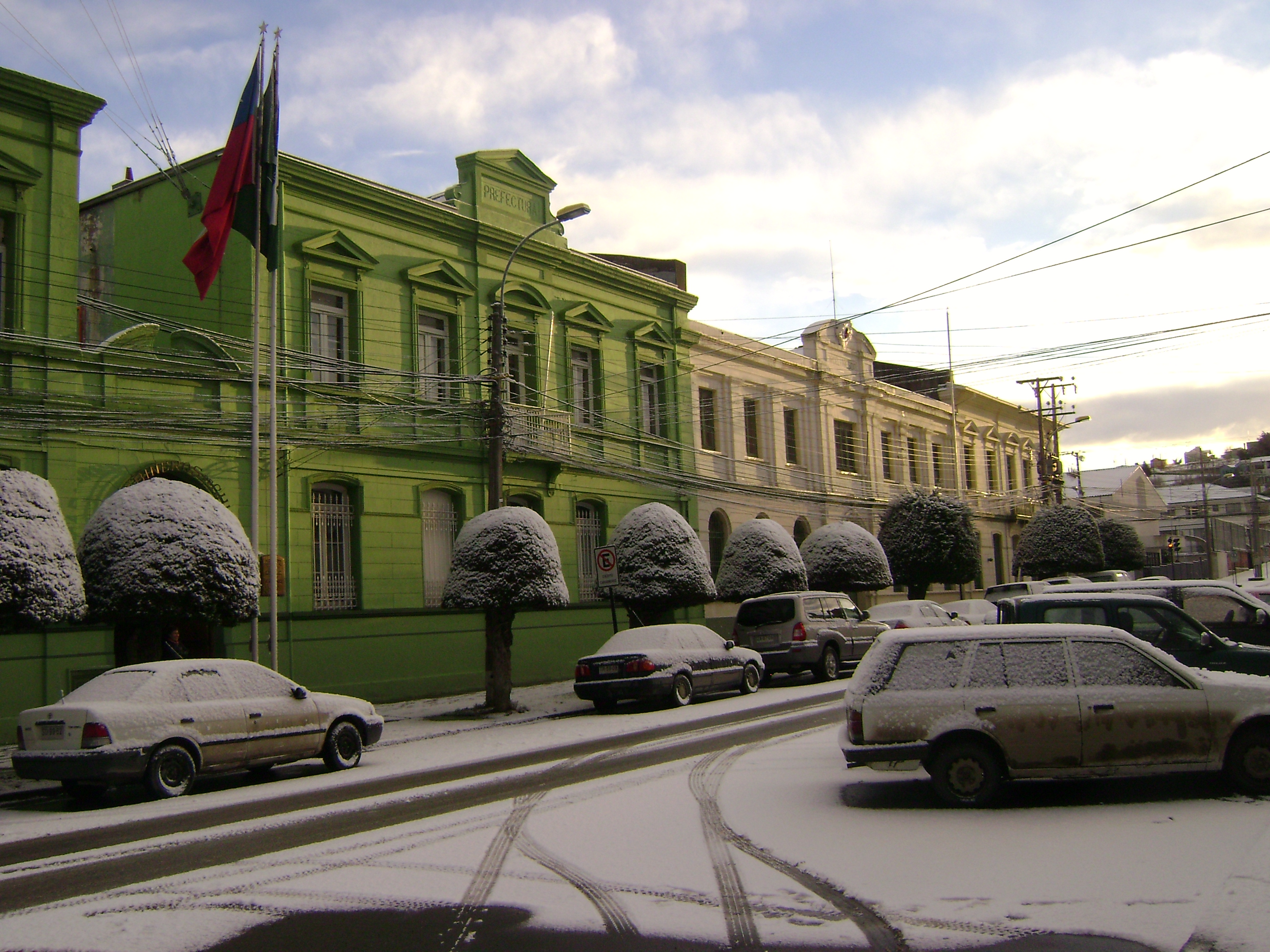
Antigua Comisaría y Penitenciaría de Punta Arenas, edificios complementarios al de gendarmería.

La superficie protegida considera un polígono aproximado de 328,17m², con una construcción en dos niveles de 662,84m² destinada a servir de equipamiento fiscal con uso penitenciario o judicial; en efecto, además de ser ocupada por Gendarmería de Chile, durante el período 1976-1985 acogió a los Juzgados de la ciudad.
El diseño estuvo a cargo de la Dirección de Obras Públicas de Santiago, el que fue modificado por los arquitectos Antonio Allende y Antonio Beaulier.
El principal material utilizado para su construcción fue el ladrillo, con albañilería de 60 cm. Las fachadas son de estilo arquitectónico neoclásico, al igual que la prefectura de Carabineros y la ex-penitenciaría local, que también se encuentran en la calle Waldo Seguel de la comuna de Punta Arenas. Estas tres edificaciones, constituyen un registro material del crecimiento de la ciudad en la primera mitad del siglo XX y la incipiente formación de un barrio cívico con el levantamiento de edificios institucionales.